# セガ アミューズメント

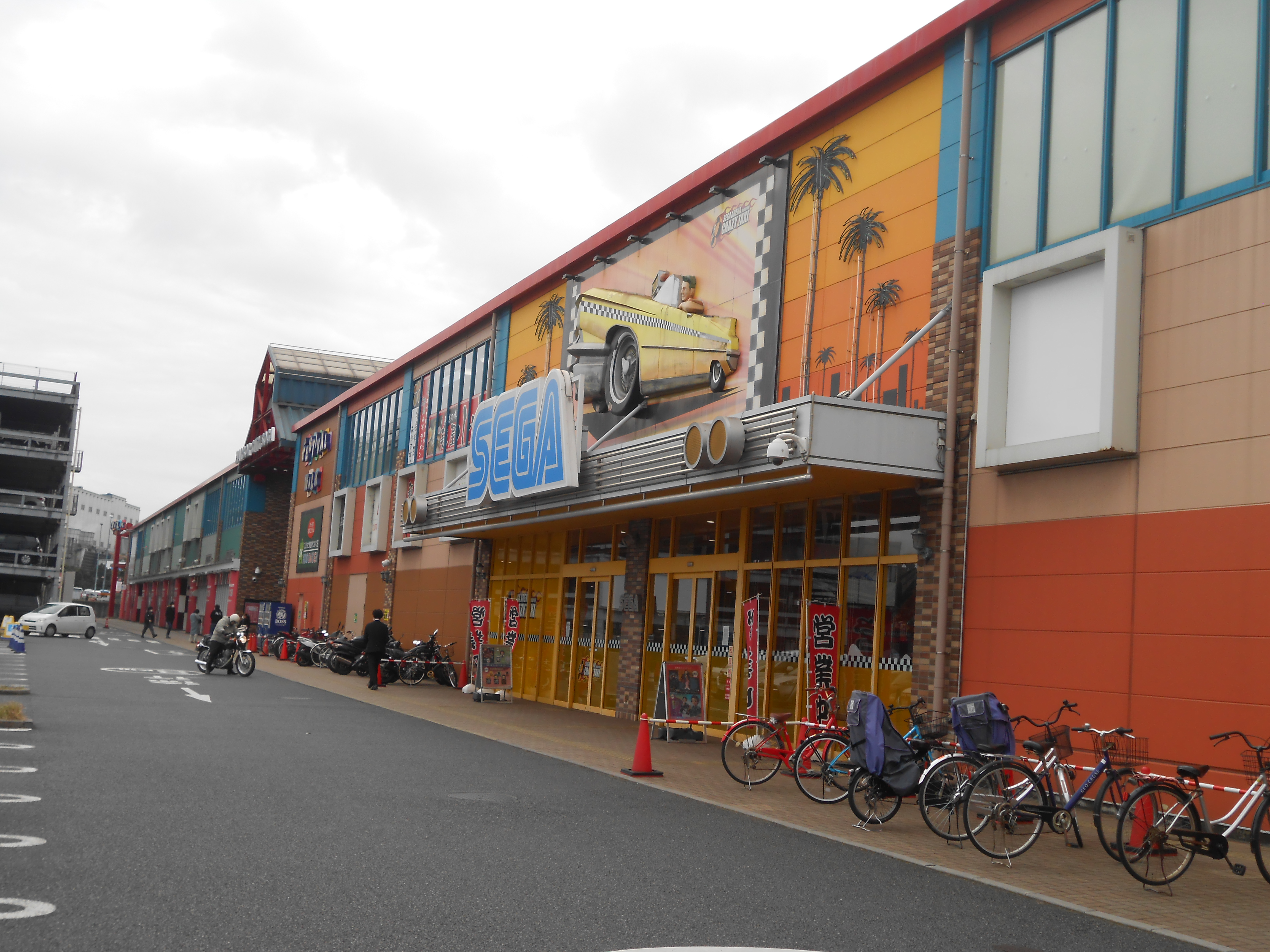
セガアリーナ蘇我（千葉県千葉市中央区川崎町）

株式会社セガ アミューズメント（SEGA AMUSEMENT LTD.）は、かつてゲームセンターなどのアミューズメント施設を手掛けていた株式会社セガの100%子会社。
本稿では2000年9月までにおけるセガ・エンタープライゼス直営時代のアミューズメント施設運営事業についても述べる。

## 概要
セガ・エンタープライゼスはアーケードゲーム進出の翌年である1965年7月からゲームセンターなどのアミューズメント施設の運営を開始。1972年には同年のあべのアポロ開業と同時に、初のメダルゲーム専門店である「アポロベガス」（後の「セガワールド アポロ」→「GiGOあべのアポロ3F」）を、1994年7月にはジョイポリスの第1号施設である横浜ジョイポリス（2001年2月閉鎖）をそれぞれ開業させ、その後も長年アミューズメント施設を直営で運営してきた。2000年10月にアミューズメント施設事業の地域5社（株式会社セガ アミューズメント東日本、株式会社セガ アミューズメント東京、株式会社セガ アミューズメント東海、株式会社セガ アミューズメント関西、株式会社セガ アミューズメント西日本）への分社化が実施され、ゲームセンターやジョイポリスなどのアミューズメント施設事業は5社へ移管された。
2002年4月に、同年1月に株式会社セガ アミューズメント東京から商号変更された株式会社セガ アミューズメントを存続会社とした上で5社が合併し、新たに株式会社セガ アミューズメントが発足した。同時に株式会社セガ アミューズメント東日本・株式会社セガ アミューズメント東海・株式会社セガ アミューズメント関西・株式会社セガ アミューズメント西日本の4社は解散し、それぞれセガ アミューズメントの支社となった。
2004年4月にダーツバー「Bee」の運営を、セガが設立した新会社である株式会社セガ ビーリンク（後の株式会社セガ エンタテインメント→株式会社GENDA GiGO Entertainment）へ移管。同時に4支社を営業部へ格下げし、かつ北海道・東北・中国国地区の各営業部を設置した上でゲームセンターを中心に運営してきたが、2004年10月のセガサミーホールディングス発足に伴い、同年12月1日付でサミーからセガの子会社となった株式会社サミー・アミューズメントサービス共々、2005年4月1日付でセガへ吸収合併されて解散した。吸収合併前である2004年9月時点では、セガ アミューズメントは全国で463店舗を展開していた。
2005年4月から2012年9月までにおけるセガのゲームセンター並びにダーツバーの運営並びに2005年4月から2015年3月までにおけるジョイポリスの運営は、セガアミューズメント統括本部エンタテインメント施設事業部（後のセガアミューズメント施設事業部）による運営となった。2012年10月にセガ ビーリンクから商号変更された株式会社セガ エンタテインメントに東京ジョイポリス、梅田ジョイポリスを除くアミューズメント施設の運営が再移管され、2012年10月以降もセガ直営のまま残った東京ジョイポリス、梅田ジョイポリスの運営は、2015年4月にセガから新設分割で設立された株式会社セガ ライブクリエイション（後のCAセガジョイポリス株式会社）へ再移管されていた。
しかし、セガ エンタテインメントが手掛けていたダーツバー事業は、2016年3月にセガ エンタテインメントから新設分割で設立した株式会社ビーリンクへ譲渡され、ビーリンク全株式も同年4月にマタハリーへ譲渡。セガサミーホールディングスが保有していたセガ ライブクリエイション株式の内85.1%が2017年1月にChina Theme Park Limitedへ譲渡され、セガサミーグループはジョイポリスの運営から撤退。2020年12月30日に実施したセガグループによるセガ エンタテインメント株式のGENDAへの一部売却に伴い、セガサミーグループは55年間続けてきたアミューズメント施設運営事業から撤退した他、2022年1月28日付でセガが保有していたGENDA SEGA Entertainment株式もGENDAへ譲渡され、セガはGENDA SEGA Entertainmentとの資本関係がなくなった。

## 所在した主な事業所
セガへ吸収合併直前のもの。
- 本社、東京営業部 - 東京都大田区蒲田5丁目37番1号 ニッセイアロマスクエア13階（旧：セガ アミューズメント東京本社）
- 北海道営業部 - 北海道札幌市豊平区豊平5条3丁目2番34号（旧：セガ アミューズメント東日本支社から北海道エリアを移管）
- 東北営業部 - 宮城県仙台市若林区卸町東3丁目1番8号2階（旧：セガ アミューズメント東日本支社から東北エリアを移管）
- 北関東営業部 - 埼玉県さいたま市中央区大字下落合1071-2（旧：セガ アミューズメント東日本本社→セガ アミューズメント東日本支社）
- 東海営業部 - 愛知県名古屋市名東区社が丘1丁目804番地（旧：セガ アミューズメント東海本社→セガ アミューズメント東海支社）
- 関西営業部 - 大阪市淀川区西宮原2-1-3 SORA新大阪21 6階（旧：セガ アミューズメント関西本社→セガ アミューズメント関西支社）
- 中四国営業部 - 広島県広島市中区河原町11番17号 フルミチビル1階（旧：セガ アミューズメント関西支社並びに旧：セガ アミューズメント西日本支社からそれぞれ中国・四国エリアを移管）
- 九州営業部 - 福岡県福岡市博多区博多駅南5丁目7番5号（旧：セガ アミューズメント西日本本社→セガ アミューズメント西日本支社）

## 解散時点における他のセガサミーグループのアミューズメント施設運営会社
いずれもトムス・エンタテインメントの子会社であった。
- AGスクエア - 2012年10月1日付でセガ エンタテインメントへ吸収合併され解散。
- オーペス - 2006年4月1日付で経営陣によるMBOよりセガサミーグループを離脱し、その後エッグボックスへ商号変更したが、2019年2月8日に名古屋地方裁判所から破産手続開始決定。